# Ángel Ortiz
Ángel Ortiz (n. 27 decembrie 1977, Aregua, Central Department⁠(d), Paraguay) este un fost fotbalist paraguayan.
Între 2003 și 2007, Ortiz a jucat 27 de meciuri pentru echipa națională a Paraguayului.

## Statistici
| Paraguay | Paraguay | Paraguay |
| An       | Meciuri  | Goluri   |
| -------- | -------- | -------- |
| 2003     | 13       | 0        |
| 2004     | 6        | 0        |
| 2005     | 7        | 0        |
| 2006     | 0        | 0        |
| 2007     | 1        | 0        |
| Total    | 27       | 0        |